# Села при Раки
Села при Раки (словен. Sela pri Raki) је насељено место у општини Кршко, Посавска регија, Словенија.

## Историја
До територијалне реорганизације у Словенији била су у саставу старе општине Кршко.

## Становништво
У попису становништва из 2011. године, Села при Раки је имала 101 становника.
| Број становника према пописима | Број становника према пописима | Број становника према пописима |
| ------------------------------ | ------------------------------ | ------------------------------ |
| 1991                           | 2002                           | 2011                           |
| 85                             | 83                             | 101                            |

Напомена: До 1953. исказивано под именом Села.